# 柴田駿
柴田 駿（しばた はやお、1940年（昭和15年）12月12日 - 2019年（令和元年）12月11日）は、日本の実業家である。フランス映画社の創設者として知られている。

## 経歴
大阪府出身。東京外国語大学で学んだ。

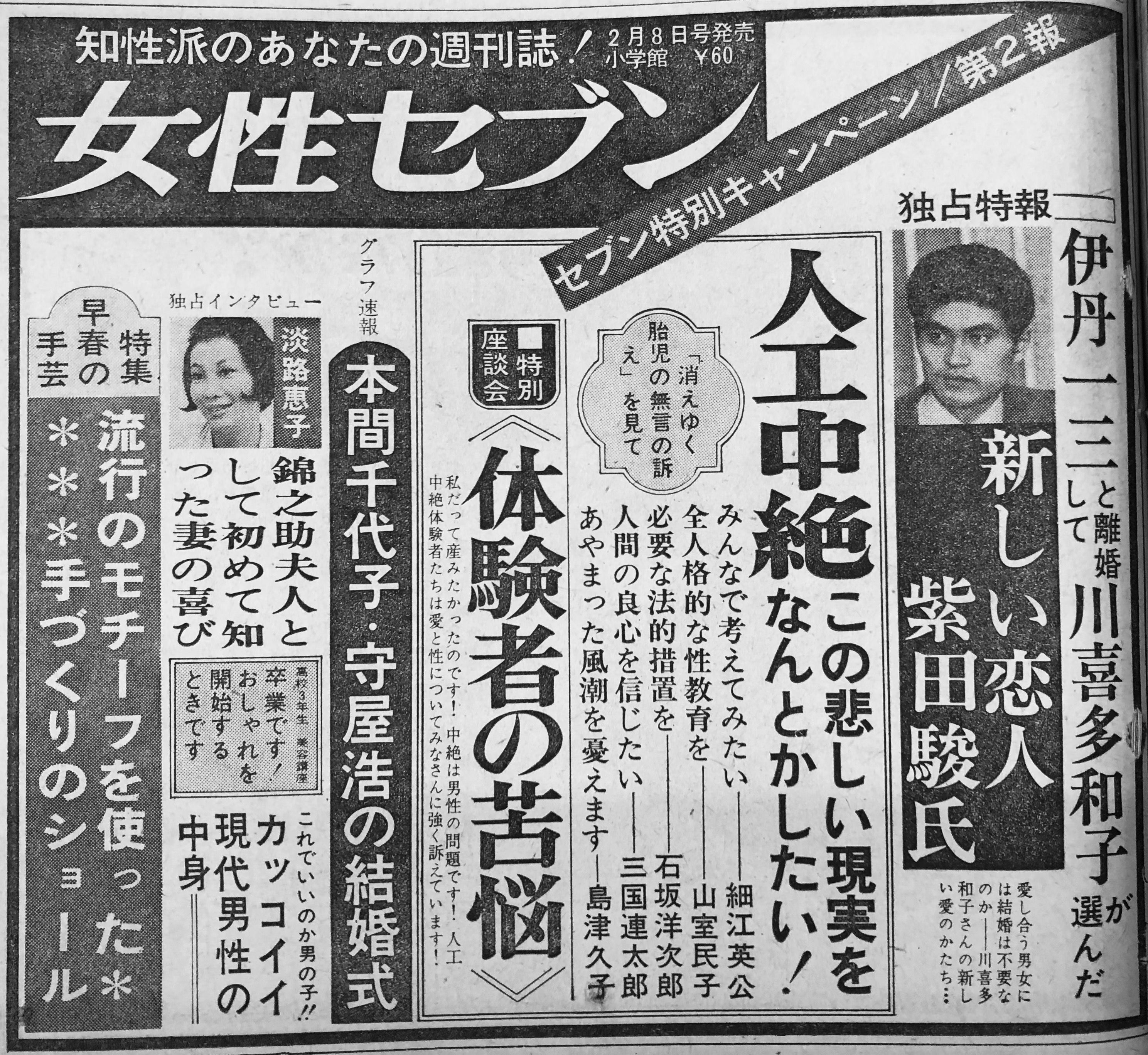
川喜多和子との交際を報じる雑誌記事。『女性セブン』1967年2月8日号より。

1965年（昭和40年）、ユニフランス・フィルムに勤務していた頃に川喜多和子と出会う。1966年9月、川喜多と柴田は同棲を開始し、10月26日に川喜多は伊丹十三と離婚した。1967年に川喜多は柴田の主催するフランス映画社に入った。1968年2月、二人はフランス映画社を会社として設立し、結婚した。
柴田は同社の社長として、テオ・アンゲロプロス、ビクトル・エリセ、ヴィム・ヴェンダース、ジム・ジャームッシュ、侯孝賢などの監督作品の日本での配給を手がけた。ジャン＝リュック・ゴダールとは個人的にも親交があり、『勝手にしやがれ』や『気狂いピエロ』といった旧作のリバイバル上映も含めて、ゴダールの監督作品を数多く日本に紹介した。そのほかに、大島渚や柳町光男の監督作品など、日本映画の外国での上映にも携わった。1990年の第43回カンヌ国際映画祭、1994年の第44回ベルリン国際映画祭では審査員を務めた。2014年にフランス映画社が破産したあとは、表舞台から退いていた。
2019年12月11日、慢性閉塞性肺疾患により東京都の病院で死去。78歳没。

## 受賞
- 2009年 - 第18回日本映画批評家大賞 国際活動賞（田山力哉賞）[13]